# Bartłomiej Chojnowski
Bartłomiej Chojnowski (ur. 24 września 1993) – polski lekkoatleta, sprinter.
W 2015 wszedł w skład polskiej sztafety 4 × 400 metrów, która zdobyła złoty medal młodzieżowych mistrzostw Europy w Tallinnie. 
Medalista mistrzostw Polski seniorów (2011, 2012).

## Osiągnięcia
| Rok  | Impreza                        | Miejsce | Konkurencja             | Lokata               | Wynik   |
| ---- | ------------------------------ | ------- | ----------------------- | -------------------- | ------- |
| 2015 | Młodzieżowe mistrzostwa Europy | Tallinn | sztafeta 4 × 400 metrów | 2. miejsce           | 3:05,35 |
| 2017 | IAAF World Relays              | Nassau  | sztafeta 4 × 400 metrów | 3. miejsce (Finał B) | 3:07,89 |

## Rekordy życiowe
- bieg na 400 metrów (stadion) – 47,04 (2016)
- bieg na 400 metrów (hala) – 47,80 (2017)